# Paralida triannulata
Paralida triannulata är en fjärilsart som beskrevs av Clarke 1958. Paralida triannulata ingår i släktet Paralida och familjen stävmalar. Inga underarter finns listade i Catalogue of Life.